# Chan Tan Lui
Chan Tan Lui (* 12. April 1969) ist eine Tischtennisspielerin aus Hongkong. Sie war im Zeitraum 1989 bis 1998 international aktiv und nahm an fünf Weltmeisterschaften und zwei Olympischen Spielen teil.

## Werdegang
Ihre größten Erfolge erzielte Chan Tan Lui bei Commonwealth-Meisterschaften, an denen sie 1989, 1991, 1994 und 1995 teilnahm und dabei 10 Goldmedaillen holte, je vier im Doppel mit Chai Po Wa und im Mannschaftswettbewerb sowie zwei im Mixed. Von 1989 bis 1997 wurde sie für alle fünf Weltmeisterschaften  nominiert. Hier gewann sie viermal Bronze, nämlich 1991 im Einzel, 1989 und 1995 mit der Mannschaft sowie 1993 mit Chai Po Wa im Doppel.
1992 qualifizierte sie sich erstmals für die Teilnahme an den Olympischen Spielen. Im Einzel gewann sie gegen Moosaka (Uganda) und verlor gegen Emilia Ciosu (Rumänien), weshalb sie bereits in der Gruppenphase ausschied. Im Doppel mit Chai Po Wa kam sie bis ins Viertelfinale, das gegen Chen Zihe/Gao Jun aus China verloren ging.
1996 setzte sie sich im Einzel in den Gruppenspielen gegen Monica Doti (Brasilien), Krisztina Tóth (Ungarn) und Lily Yip (USA) durch, besiegte danach Geng Lijuan (Kanada) und scheiterte im Viertelfinale an Chen Jing (China). Im Doppel trat sie wieder mit Chai Po Wa an und kam dabei wieder ins Viertelfinale. In den Gruppenspielen gewannen sie gegen Eliana Gonzalez/Milagritos Gorriti (Peru) und Åsa Svensson/Pernilla Pettersson (Schweden) und unterlagen Kim Hyon-hui/Tu Jong-Sil (Nordkorea) und kamen so in die erste Runde, wo allerdings Kim Mu-Gyo/Park Gyeong-Ae (Südkorea) zu stark waren.
Die beste Platzierung in der ITTF-Weltrangliste verzeichnete Chan Tan Lui Ende 1992 mit Platz 11.

## Turnierergebnisse
| Verband | Veranstaltung             | Jahr | Ort                    | Land | Einzel        | Doppel        | Mixed         | Team   |
| ------- | ------------------------- | ---- | ---------------------- | ---- | ------------- | ------------- | ------------- | ------ |
| HKG     | Asienmeisterschaft        | 1998 | Osaka                  | JPN  | Viertelfinale |               |               |        |
| HKG     | Asienmeisterschaft        | 1996 | Kallang                | SIN  | Halbfinale    | Halbfinale    |               | Silber |
| HKG     | Asienmeisterschaft        | 1994 | Tianjin                | CHN  | letzte 16     | Halbfinale    |               | Silber |
| HKG     | Asienmeisterschaft        | 1990 | Kuala Lumpur           | MAS  | Viertelfinale | Viertelfinale |               |        |
| HKG     | Asian Cup                 | 1993 | Shunde                 | CHN  | Viertelfinale |               |               |        |
| HKG     | Asian Cup                 | 1992 | Hong Kong              | HKG  | Halbfinale    |               |               |        |
| HKG     | Asian Cup                 | 1991 | Dhaka                  | BAN  | Viertelfinale |               |               |        |
| HKG     | Asian Cup                 | 1989 | Beijing                | CHN  | 4             |               |               |        |
| HKG     | Asienspiele               | 1998 | Bangkok                | THA  | Viertelfinale | Silber        |               |        |
| HKG     | Asienspiele               | 1994 | Hiroshima              | JPN  | Viertelfinale | Viertelfinale | Viertelfinale | Silber |
| HKG     | Asienspiele               | 1990 | Beijing                | CHN  | letzte 16     | Viertelfinale | Viertelfinale |        |
| HKG     | Commonwealthmeisterschaft | 1995 | Singapore              | SIN  | Halbfinale    | Gold          |               | Gold   |
| HKG     | Commonwealthmeisterschaft | 1994 | Hyderabad              | IND  | Halbfinale    | Gold          | Silber        | Gold   |
| HKG     | Commonwealthmeisterschaft | 1991 | Nairobi                | KEN  | Silber        | Gold          | Gold          | Gold   |
| HKG     | Commonwealthmeisterschaft | 1989 | Cardiff                | WAL  | Silber        | Gold          | Gold          | Gold   |
| HKG     | Olympische Spiele         | 1996 | Atlanta                | USA  | Viertelfinale | Viertelfinale |               |        |
| HKG     | Olympische Spiele         | 1992 | Barcelona              | ESP  | 1. Runde      | Viertelfinale |               |        |
| HKG     | Pro Tour                  | 1998 | Courmayeur             | ITA  | letzte 32     | letzte 16     |               |        |
| HKG     | Pro Tour                  | 1998 | Melbourne              | AUS  | letzte 16     | letzte 16     |               |        |
| HKG     | Pro Tour                  | 1997 | Melbourne              | AUS  | letzte 32     | Halbfinale    |               |        |
| HKG     | Pro Tour                  | 1996 | Brisbane               | AUS  | Viertelfinale |               |               |        |
| HKG     | Weltmeisterschaft         | 1997 | Manchester             | ENG  | letzte 32     | letzte 16     | letzte 32     | 5      |
| HKG     | Weltmeisterschaft         | 1995 | Tianjin                | CHN  | letzte 16     | Viertelfinale | letzte 64     | 3      |
| HKG     | Weltmeisterschaft         | 1993 | Gothenburg             | SWE  | letzte 32     | Halbfinale    | letzte 64     | 4      |
| HKG     | Weltmeisterschaft         | 1991 | Chiba City             | JPN  | Halbfinale    | Viertelfinale | letzte 128    | 5      |
| HKG     | Weltmeisterschaft         | 1989 | Dortmund               | FRG  | letzte 64     | Viertelfinale | letzte 64     | 3      |
| HKG     | World Cup                 | 1997 | Shanghai               | CHN  | 13.–16. Platz |               |               |        |
| HKG     | World Cup                 | 1996 | Hong Kong              | HKG  | 5.–8. Platz   |               |               |        |
| HKG     | World Doubles Cup         | 1992 | Las Vegas              | USA  |               | Halbfinale    |               |        |
| HKG     | World Doubles Cup         | 1990 | Seoul                  | KOR  |               | Silber        |               |        |
| HKG     | WTC-World Team Cup        | 1990 | Hokkaido, Aomori, Niig | JPN  |               |               |               | 5      |